# Jens Christian Djurhuus
Jens Christian Djurhuus ou Sjóvarbóndin (21 de agosto de 1773 – 21 de novembro de 1853) foi o primeiro poeta a escrever em feroês. Ele compôs diversas baladas feroesas em estilo tradicional sobre temas históricos. A mais conhecida é Ormurin langi. Djurhuus também compôs poemas satíricos direcionados contra a dominação dinamarquesa das Ilhas Faroé.